# Dinkelacker

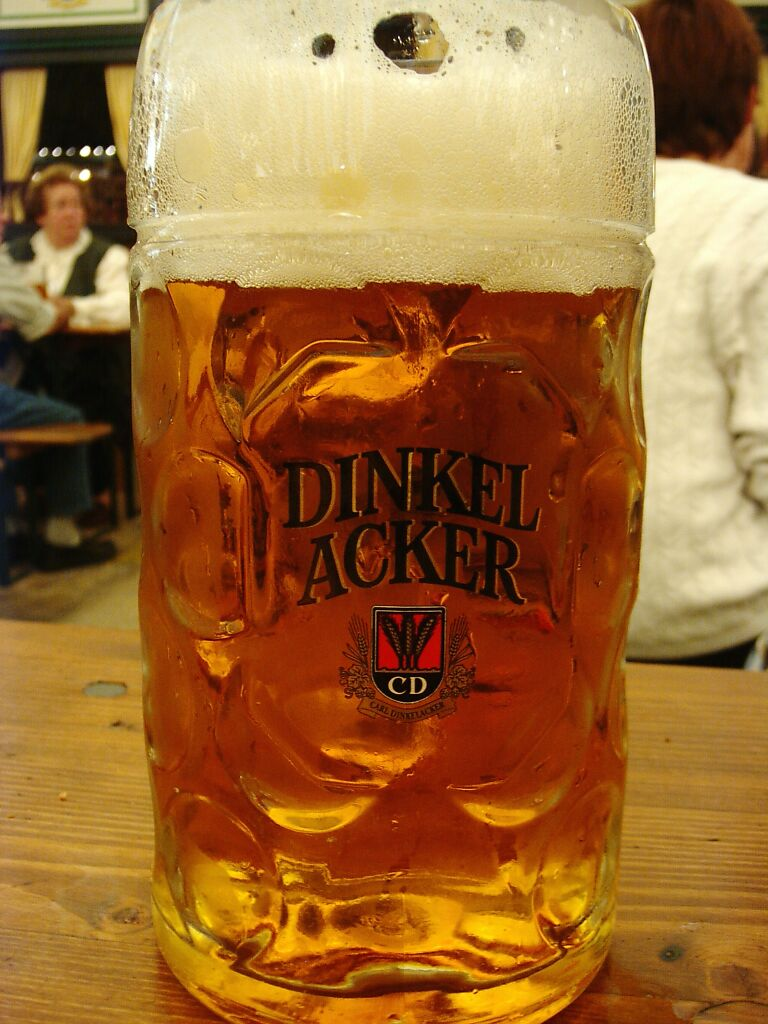
Dinkelacker-Maßkrug

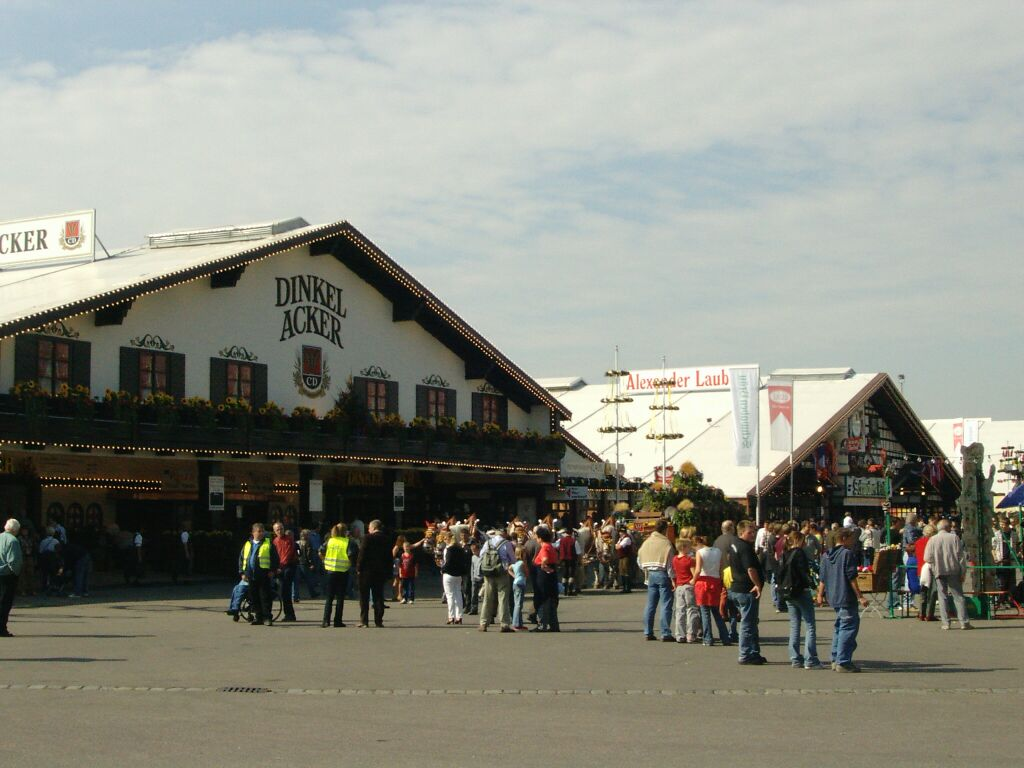
Festzelt Dinkelacker auf dem Cannstatter Wasen

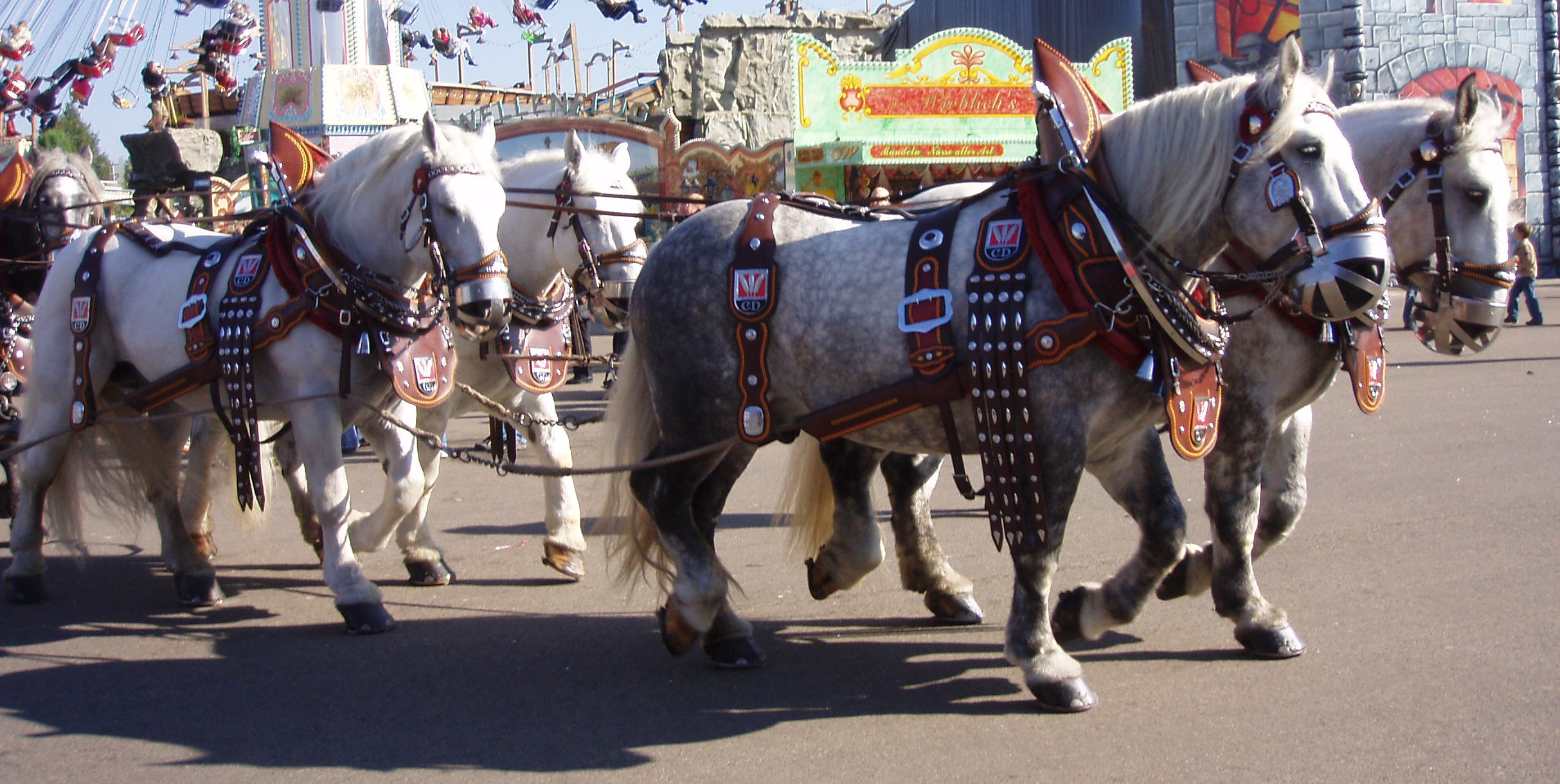
Bierwagengespann in Aktion

Dinkelacker ist eine ehemalige schwäbische Brauerei und heutige Biermarke der Dinkelacker-Schwaben Bräu GmbH & Co. KG. Die Brauerei wurde 1888 von Carl Dinkelacker in der Tübinger Straße in Stuttgart gegründet, in der auch heute noch eine Brauerei der Firma steht. Die Gründung stellte eine gewisse Herausforderung dar, da es schon zu dieser Zeit viele etablierte Brauereien in der Region gab. Die Brauerei hielt dem Konkurrenzdruck jedoch stand, so dass sie bereits Ende des 19. Jahrhunderts zu den größten Brauereien in Stuttgart gehörte. Die jährliche Produktion lag 2013 bei ca. 600.000 Hektoliter.

## Geschichte
Um 1900 begann die Brauerei auch Pils zu brauen. Dessen Name, CD-Pils, trägt die Initialen des Gründers, Carl Dinkelacker. 1901 beschäftigte sie 140 Mitarbeiter und produzierte 140.000 Hektoliter an Bier. Ende der 1930er Jahre produzierte Dinkelacker bereits über 300.000 Hektoliter Bier. Die Produktion musste aufgrund des Zweiten Weltkriegs stark zurückgefahren werden. Die beiden Weltkriege brachten die Brauerei in wirtschaftliche Schwierigkeiten, von denen sie sich jedoch nach dem Zweiten Weltkrieg schnell wieder erholte.
1934 starb Carl Dinkelacker. Die Brauerei wurde von seinen Söhnen Carl Dinkelacker jr. und Alfred weitergeführt. 1959 starb Carl Dinkelacker jr., sechs Jahre später auch sein Bruder Alfred Dinkelacker. Danach übernahm Alfreds Sohn, Peter Dinkelacker, zusammen mit  Heinz Ammon die Leitung der Brauerei. 1964 war die Brauerei auf der Weltausstellung in New York vertreten und kooperierte mit der Lufthansa. Ab 1967 gehörte auch der Enkel des Gründers, Wolfgang Dinkelacker, zur Geschäftsleitung der Brauerei. 1971 übernahm Dinkelacker die Stuttgarter Brauerei Wulle AG, wodurch sich der Jahresausstoß auf über eine Million Hektoliter steigerte. 1977 kaufte Dinkelacker die Brauerei Sanwald und erweiterte dadurch die Produktpalette um einige neue Weizenbiere, die bis heute unter der Marke Sanwald vertrieben werden. 1982 wurde die Brauerei Cluss aus Heilbronn übernommen.
Ab der Saison 1982/83 bis 1987 war Dinkelacker Trikotsponsor, davon im letzten Jahr mit der Marke Sanwald, und war bis zum Jahr 2011 Premiumpartner des Fußball-Bundesligisten VfB Stuttgart.
1988 fusionierten die beiden zu Dinkelacker gehörenden Brauereien Wulle und Cluss zur Cluss-Wulle AG. 1990 kaufte Dinkelacker die bereits seit 1859 bestehende Mauritius-Brauerei aus Zwickau.
1994 wurde von der Marke Sanwald Weizen 300.000 Hektoliter gebraut. Ebenfalls 1994 eröffneten die eigentlich konkurrierenden Brauereien Dinkelacker und Schwaben Bräu unter dem Namen Dinkelacker-Schwaben Bräu Logistik (DSL) ein gemeinsames Logistikzentrum. Im selben Jahr sicherte sich Spaten-Franziskaner-Bräu für 275 Mio. DM die Mehrheit an der Brauerei Dinkelacker.
1996 schlossen sich Dinkelacker und Schwaben Bräu zur Dinkelacker-Schwaben Bräu AG zusammen, um im schwieriger werdenden Markt weiterhin bestehen zu können.
2003 expandierte InBev auf dem deutschen Markt. Die Firma übernahm die Biersparte der Spaten-Franziskaner-Bräu GmbH, die zugleich auch Mehrheitseigner an der Dinkelacker-Schwaben Bräu AG war. So operierte Dinkelacker vom 1. Oktober 2004 bis zum 31. Dezember 2006 unter dem Dach von InBev. Seit dem 2. Januar 2007 ist Dinkelacker zusammen mit Schwaben Bräu unter dem Namen Dinkelacker-Schwaben Bräu GmbH & Co. KG wieder ein eigenständiges Unternehmen im Familienbesitz.
Dinkelacker stellt eines der vier Brauereizelte auf dem Cannstatter Volksfest in Stuttgart, dem zweitgrößten Volksfest in Deutschland. Die drei anderen Brauereizelte werden von Fürstenberg, Schwaben Bräu und Stuttgarter Hofbräu betrieben.

## Produkte (Auswahl)
Folgende Biersorten gehören zum Sortiment der Marke Dinkelacker:
- Privat, ein untergäriges Exportbier
- CD Helles, ein malziges goldgelbes Vollbier
- CD Pils, ein untergäriges Bier Pilsner Brauart, benannt nach dem Gründer Carl Dinkelacker

Für den US-amerikanischen Markt werden zudem die Sorten Dark, Weisse und Oktoberfest angeboten.